# 海赛姆·阿西里
海赛姆·穆罕默德·阿里·阿布·哈维·阿西里（阿拉伯語：هيثم محمد علي أبو حاوي عسيري，2001年3月25日—）是一名沙特阿拉伯职业足球运动员，司职边锋，他效力于艾卡迪斯亞和沙特阿拉伯國家男子足球隊。 

## 荣誉

### 国际
沙特阿拉伯 U-23
- 亞足聯U-23亞洲盃： 2022年亞足聯U-23亞洲盃冠軍